# João Köpke
João Köpke (Petrópolis, 1852 - Rio de Janeiro, 1926) foi um educador e escritor brasileiro.

## Biografia
Em 1871 Köpke mudou-se de Recife para São Paulo, transferido da Faculdade de Direito de Recife, para continuar seus estudos na Faculdade de Direito de São Paulo. Em 1885 fundou, em São Paulo, a Escola da Neutralidade.
Em 1926, logo após seu falecimento, o governo do Estado de São Paulo fez-lhe uma homenagem póstuma por meio do Grupo Escolar João Kopke, atual Escola Estadual João Kopke.